# Liste der denkmalgeschützten Objekte in Krems-Hollenburg
Die Liste der denkmalgeschützten Objekte in Krems-Hollenburg enthält die 14 denkmalgeschützten unbeweglichen Objekte der Katastralgemeinde Hollenburg der Statutarstadt Krems an der Donau in Niederösterreich.

## Denkmäler
| Foto |                 | Denkmal                                                                                  | Standort                                                                                  | Beschreibung | Metadaten |
| ---- | --------------- | ---------------------------------------------------------------------------------------- | ----------------------------------------------------------------------------------------- | --- | --- |
| ja   | Datei hochladen | Kleinkastell und Hausberganlage Burgruine Bertholdstein HERIS-ID: 46584 Objekt-ID: 48695 | Bertholdstein Standort KG: Hollenburg                                                     | Die Mauerreste eines römischen Burgus, die 1981 bei Straßenbauarbeiten im Bereich eines Vorwerks der Burg Bertholdstein zum Vorschein kamen, werden auf das 5. Jahrhundert n. Chr. datiert. | BDA-Hist.: Q1016118 Status: Bescheid Stand der BDA-Liste: 2025-06-30 Name: Kleinkastell und Hausberganlage Burgruine Bertholdstein GstNr.: 746/2, 741/1, 743, 744 |
| ja   | Datei hochladen | Pranger HERIS-ID: 59223 Objekt-ID: 70305                                                 | Am Pranger 11, in der Nähe Standort KG: Hollenburg                                        | Der Pranger im Zentrum von Hollenburg wurde 1591 errichtet. Auf einer runden Basis erhebt sich über einem Sockel mit Rautendekor ein 6 m hoher abgefaster Pfeiler, der eine fragmentierte Ritterfigur mit einer Höhe von 1,8 m trägt. Die Statue, ohne Kopf und rechten Arm, ist mit einer Rüstung bekleidet und stützt die linke Hand auf einen Wappenschild, worauf das Baujahr eingraviert ist. Am Pfeilerschaft sind Handschellen und ein Bagstein angekettet. | BDA-Hist.: Q38086323 Status: § 2a Stand der BDA-Liste: 2025-06-30 Name: Pranger GstNr.: 1005/4                                                                    |
| ja   | Datei hochladen | Burgruine Bertholdstein HERIS-ID: 34086 Objekt-ID: 32018                                 | nordwestlich von Obere Hollenburger Hauptstraße 44 Standort KG: Hollenburg                | Die 1248 errichtete Burg Bertholdstein, eine auf einem Felsen über der Donau gelegene Höhenburg bei Hollenburg, wurde im 15. Jahrhundert nach mehreren Besitzerwechsel zur Ruine. Von der einst viel größeren Anlage ist nur das viergeschoßige turmartige Hauptgebäude aus Bruchstein erhalten. | BDA-Hist.: Q15062301 Status: Bescheid Stand der BDA-Liste: 2025-06-30 Name: Burgruine Bertholdstein GstNr.: .75 Burgruine Bertholdstein                           |
| ja   | Datei hochladen | Gartenpavillon HERIS-ID: 34087 Objekt-ID: 32019                                          | neben Donauuferstraße 27 Standort KG: Hollenburg                                          | Der biedermeierliche Gartenpavillon gehört zu dem nach Plänen von Josef Kornhäusl im ersten Viertel des 19. Jahrhunderts erbauten Schloss Hollenburg. Der etwa 50 m² messende Innenraum des als „Salettl“ bezeichneten Bauwerks wurde von den Besitzern für Veranstaltungen wie Hochzeitszeremonien adaptiert. | BDA-Hist.: Q37955963 Status: Bescheid Stand der BDA-Liste: 2025-06-30 Name: Gartenpavillon GstNr.: 30/2                                                           |
| ja   | Datei hochladen | Anlage Schloss Hollenburg HERIS-ID: 111191 Objekt-ID: 128979                             | Obere Hollenburger Hauptstraße 14 Standort KG: Hollenburg                                 | Das Schloss im Westteil von Hollenburg wurde 1812–1814 durch Johann Jakob von Geymüller errichtet. Das neunachsige und dreigeschoßige Wohngebäude ist im ersten Stock durch einen gedeckten Übergang mit den Nebengebäuden verbunden. Anmerkung: Teil des Schutzobjektes sind auch die Nebengebäude auf der anderen Straßenseite | BDA-Hist.: Q17326083 Status: Bescheid Stand der BDA-Liste: 2025-06-30 Name: Anlage Schloss Hollenburg GstNr.: .1/1, .1/2, .1/3, .57/2, .57/1                      |
| ja   | Datei hochladen | Ehem. Lesehof HERIS-ID: 60943 Objekt-ID: 73330seit 2012                                  | Untere Hollenburger Hauptstraße 16 Standort KG: Hollenburg                                | Dieses Gebäude ist ein ehemaliger Gutshof von Schloss Hollenburg. | BDA-Hist.: Q38093727 Status: Bescheid Stand der BDA-Liste: 2025-06-30 Name: Ehem. Lesehof GstNr.: 3, .41/1, .41/2                                                 |
| ja   | Datei hochladen | Altes Rathaus HERIS-ID: 40481 Objekt-ID: 40420                                           | Untere Hollenburger Hauptstraße 22 Standort KG: Hollenburg                                | Markantester Teil des ehemaligen Rathauses von Hollenburg, das später als Wohnhausanlage adaptiert wurde, ist der westlich stehende vierseitige Turm. | BDA-Hist.: Q37994628 Status: Bescheid Stand der BDA-Liste: 2025-06-30 Name: Altes Rathaus GstNr.: .40                                                             |
| ja   | Datei hochladen | Fundzone Ried Kleedorf HERIS-ID: 5900 Objekt-ID: 1774                                    | gegenüber Siedlung Kleedorf 2 Standort KG: Hollenburg                                     | In der Ried Kleedorf wurden 1932 und 1934 zwei Gräber aus dem 4. oder 5. Jahrhundert n. Chr. geborgen. 1938 stieß man auf ein Steinkistengrab mit zwei Skeletten, Glasfragmenten und einem Balsamar (kleines Glasgefäß für Öle oder Harze, eine gängige Grabbeigabe). 1970 wurden zwei Steinplattengräber entdeckt. In einem der Gräber fanden sich neben dem Skelett auch Knochenresten zweier älterer Bestattungen und ein Bronzearmreif aus dem 3. oder 4. Jahrhundert n. Chr. | BDA-Hist.: Q37862046 Status: Bescheid Stand der BDA-Liste: 2025-06-30 Name: Fundzone Ried Kleedorf GstNr.: 749, 750/1                                             |
| ja   | Datei hochladen | Pfarrhof HERIS-ID: 64791 Objekt-ID: 77548                                                | Untere Hollenburger Hauptstraße 4 Standort KG: Hollenburg                                 | Der Pfarrhof von Hollenburg wurde im späten 18. Jahrhundert errichtet, nachdem der Vorgängerbau so weit heruntergekommen war, dass sich der Pfarrer eine andere Wohnung mieten musste. | BDA-Hist.: Q38108194 Status: § 2a Stand der BDA-Liste: 2025-06-30 Name: Pfarrhof GstNr.: .44                                                                      |
| ja   | Datei hochladen | Ehem. Markttor HERIS-ID: 64793 Objekt-ID: 77551                                          | Untere Hollenburger Hauptstraße 15 Standort KG: Hollenburg                                | Gegenüber vom alten Rathaus befindet sich eine Mauer aus dem 15. Jahrhundert mit zwei tiefen Doppelarkadennischen, deren mittlerer Ablauf auf Konsolen ruht. Die beiden ehemals an dieser Stelle befindlichen Torbögen, die in den 1860er Jahren abgerissen wurden, waren Teil der Marktbefestigung. | BDA-Hist.: Q38108217 Status: Bescheid Stand der BDA-Liste: 2025-06-30 Name: Ehem. Markttor GstNr.: .19                                                            |
| ja   | Datei hochladen | Kath. Pfarrkirche Mariae Himmelfahrt HERIS-ID: 49915 Objekt-ID: 54268                    | Hollenburger Kirchengasse 5 Standort KG: Hollenburg                                       | Die von einem Friedhof umgebene Pfarrkirche Mariä Himmelfahrt, auf einem Hang über dem Ort gelegen, wurde 1513 geweiht und blieb seitdem weitgehend unverändert. Der Hauptchor und der nördliche Seitenchor (Florianikapelle) sind älter und werden auf 1429/1430 datiert. Der Westturm stammt aus dem frühen 14. Jahrhundert. Bei Renovierungen im frühen 21. Jahrhundert kamen Reste eines römischen Turms, einer romanischen Saalkirche, eines gotischen Karners und des gotischen Vorgängerbaus der Kirche zum Vorschein. Die Ausstattung umfasst unter anderem eine Orgelempore in barockem Stil und eine Schöne Madonna aus der Zeit um 1420. | BDA-Hist.: Q38036932 Status: § 2a Stand der BDA-Liste: 2025-06-30 Name: Kath. Pfarrkirche Mariae Himmelfahrt GstNr.: .47 Pfarrkirche Hollenburg                   |
| ja   | Datei hochladen | Kath. Filialkirche Wetterkreuzkirche HERIS-ID: 49916 Objekt-ID: 54269                    | Standort KG: Hollenburg                                                                   | Die Wetterkreuz-Kirche bei Hollenburg wurde 1652 errichtet und 1727 erweitert. Nach einem Brand 1826 zerstört, wurde sie 1882 wieder hergestellt. Der Name rührt von einem Holzkreuz her, das sich einst an dieser Stelle befand. | BDA-Hist.: Q38036946 Status: § 2a Stand der BDA-Liste: 2025-06-30 Name: Kath. Filialkirche Wetterkreuzkirche GstNr.: .74/1 Wetterkreuzkirche, Hollenburg          |
| ja   | Datei hochladen | Anlage Kalvarienbergkapellen HERIS-ID: 64785 Objekt-ID: 77542                            | Wetterkreuzstraße 9, südwestlich, unterhalb der Wetterkreuzkirche Standort KG: Hollenburg | Der Kreuzweg in Hollenburg wurde 1732 auf Betreiben des Holzschnitzers Lorenz Wagner errichtet. | BDA-Hist.: Q38108174 Status: Bescheid Stand der BDA-Liste: 2025-06-30 Name: Anlage Kalvarienbergkapellen GstNr.: 624/2, 624/3 Kalvarienbergkapellen Hollenburg    |
| ja   | Datei hochladen | Mariensäule HERIS-ID: 64799 Objekt-ID: 77559                                             | Standort KG: Hollenburg                                                                   | Auf einem Steinsockel steht eine Säule mit Puttenköpfen am Kapitell, darauf eine Statue vom Typ Maria mit Kind aus der Mitte des 18. Jahrhunderts. | BDA-Hist.: Q38108247 Status: Bescheid Stand der BDA-Liste: 2025-06-30 Name: Mariensäule GstNr.: 412/1                                                             |